# آرتور آر. رابینسون
آرتور آر. رابینسون (به انگلیسی: Arthur Raymond Robinson) سناتور سابق عضو حزب جمهوری‌خواه ایالات متحده آمریکا بود. وی در سال ۱۹۲۵ تا ۱۹۳۵ میلادی سناتور ایالت ایندیانا در سنای ایالات متحده آمریکا بود.